# Außensteuergesetz (Deutschland)
Das deutsche Außensteuergesetz (AStG) soll sicherstellen, dass auch bei einer Verlagerung von Einkommen oder Vermögen in das Ausland zumindest für eine gewisse Zeit eine Besteuerung in Deutschland erfolgt.
Das AStG wurde 1973 eingeführt und seitdem vielfach geändert. Es handelt sich um ein Spezialgesetz mit Regelungen, die Auswirkungen auf mehrere Einzelsteuergesetze haben, und zwar auf das Einkommensteuergesetz, das Körperschaftsteuergesetz, das Gewerbesteuergesetz, das Erbschaftsteuer- und Schenkungsteuergesetz sowie auf die Vermögensteuer, die allerdings seit 1997 nicht mehr erhoben werden darf.
Die Finanzverwaltung hat zur Anwendung des AStG eine umfangreiche Anweisung erlassen, die sie am 22. Dezember 2023 komplett neu gefasst hat.

## Einführung
Hintergrund der Neuordnung des deutschen Außensteuerrechts im Jahr 1972 war eine Debatte um Steuerflucht, die der deutsche Kaufhaus-Unternehmer Helmut Horten lostrat. Horten war 1968 mit seiner Frau Heidi in die Schweiz übergesiedelt und wandelte im selben Jahr seinen Kaufhauskonzern Horten von einer GmbH in eine AG um. In den Folgejahren verkaufte er schrittweise seine gesamten Anteile für 1,13 Mrd. D-Mark. Hierauf fiel nach Schweizer Rechtslage keine Steuer an und in Deutschland war Horten nicht mehr steuerpflichtig. Ein Doppelbesteuerungsabkommen mit der Schweiz bestand damals noch nicht, hätte jedoch die Rechtsfolge nicht verändert, da Art. 13 Abs. 5 DBA DE-CH (entspricht dem OECD-Musterabkommen) das Besteuerungsrecht dem Ansässigkeitsstaat zuweist. Daher wird das AStG (bzw. insbesondere die Wegzugsbesteuerung des § 6 AStG) bis heute als „lex Horten“ bezeichnet.
Es ergab sich somit folgende Problemstellung: Eine natürliche Person mit Wohnsitz oder gewöhnlichem Aufenthalt im Inland und eine juristische Person (z. B. eine GmbH oder AG) mit dem Sitz oder dem Ort der Geschäftsleitung im Inland sind nach dem deutschen Steuerrecht unbeschränkt steuerpflichtig, d. h., sie unterliegen grundsätzlich mit ihrem weltweit erzielten Einkommen der deutschen Einkommensteuer bzw. der Körperschaftsteuer.
Diese Personen können ihre deutsche Besteuerung mindern, indem sie
- ihren Wohnsitz bzw. ihren Sitz/Ort der Geschäftsleitung ins Ausland verlegen, um somit aus der unbeschränkten Steuerpflicht auszuscheiden. Dies wird oft auch als Steuerflucht bezeichnet.
- Rechtsträger (z. B. Gesellschaften, Stiftungen) im Ausland gründen oder erwerben und auf diese Rechtsträger Einkommen und Vermögen verlagern, um es von der inländischen Besteuerung abzuschirmen.

Diese Steuervermeidung ist legal, sie ist damit insbesondere abzugrenzen von der Steuerhinterziehung (Straftatbestand, § 370 Abgabenordnung), deren charakteristisches Merkmal eine Täuschung oder ein Verschweigen in Bezug auf steuerlich relevante Tatsachen gegenüber den Finanzbehörden ist und die mit dem AStG unmittelbar nichts zu tun hat.
Gleichwohl ist diese Steuervermeidung aus fiskalischer Sicht unerwünscht, weshalb sie durch das AStG verhindert bzw. erschwert werden soll.

## Aufbau des AStG
Das AStG besteht aus sieben Teilen:
- Erster Teil: Internationale Verflechtungen
- Zweiter Teil: Wohnsitzwechsel in niedrig besteuernde Gebiete
- Dritter Teil: Behandlung einer Beteiligung […] bei Wohnsitzwechsel in das Ausland
- Vierter Teil: Beteiligung an ausländischen Zwischengesellschaften
- Fünfter Teil: Familienstiftungen
- Sechster Teil: Ermittlung und Verfahren
- Siebenter Teil: Schlussvorschriften

Auf den sechsten (§§ 16 bis 18 AStG) und siebenten Teil (§§ 19 bis 22 AStG) wird im Folgenden nicht näher eingegangen, da hier im Wesentlichen Vorschriften zum Verfahren und zur erstmaligen Anwendbarkeit der Regelungen der ersten fünf Teile enthalten sind.

## Erster Teil: Internationale Verflechtungen
§ 1 AStG
Dieser Teil des AStG enthält den allgemeinen Grundsatz, dass sich Steuerpflichtige bei der Festlegung von Konditionen in Geschäftsbeziehungen mit nahestehenden Personen an dem orientieren müssen, was zwischen fremden Dritten vereinbart worden wäre (sogenannter Fremdvergleichsgrundsatz), andernfalls kann das steuerliche Einkommen durch die Finanzverwaltung entsprechend korrigiert werden.
Der Begriff der nahestehenden Person wird in § 1 Abs. 2 AStG definiert. Betroffen sind insbesondere Unternehmen, die zu demselben Konzern gehören.
Diese Regelung zielt z. B. auf „unangemessene“ Preisgestaltungen für Lieferungen und Leistungen zwischen Konzernunternehmen, mit dem Ziel, das internationale Steuergefälle auszunutzen (man wählt die Preise so, dass der Gewinn in dem Land mit den niedrigeren Steuersätzen anfällt).

## Zweiter Teil: Wohnsitzwechsel in niedrig besteuernde Gebiete
§§ 2 bis 5 AStG
Wie bereits einführend erläutert, kann eine natürliche Person durch Verlagerung ihres Wohnsitzes in das Ausland aus der inländischen unbeschränkten Steuerpflicht (d. h. der Steuerpflicht auf ihr Welteinkommen) ausscheiden. Sie unterliegt danach nur noch der sogenannten beschränkten Steuerpflicht, d. h., es werden nur noch Einkünfte mit einem besonderen Inlandsbezug (z. B. Gewinne eines Betriebs im Inland, Mieten aus inländischen Immobilien) von der deutschen Besteuerung erfasst.
Um den Anreiz hierfür zu verringern, postuliert § 2 AStG bei Beendigung der unbeschränkten Steuerpflicht durch Wohnsitzverlagerung in das Ausland eine erweiterte beschränkte Steuerpflicht, wenn folgende (hier etwas vereinfacht dargestellte) Voraussetzungen kumulativ erfüllt sind:
- Wohnsitzverlagerung in ein Gebiet mit niedriger Besteuerung (Niedrigsteuerland)
- Der Steuerpflichtige war in den letzten zehn Jahren vor dem Wegzug mindestens fünf Jahre als deutscher Staatsangehöriger unbeschränkt steuerpflichtig (Anmerkung: bemerkenswerterweise wird hier an die Staatsangehörigkeit angeknüpft, was im deutschen Steuerrecht sonst praktisch nie der Fall ist)
- Der Steuerpflichtige hat nach wie vor wesentliche wirtschaftliche Interessen im Inland.

Sind diese Voraussetzungen der erweiterten beschränkten Steuerpflicht erfüllt, so unterliegen für einen Zeitraum von zehn Jahren zusätzlich zur beschränkten Steuerpflicht weitere Einkünfte der deutschen Einkommensteuer, soweit dies nicht durch ein Doppelbesteuerungsabkommen ausgeschlossen wird.
Hierunter fallen z. B. Zinsen auf Guthaben bei inländischen Banken, die ansonsten bei beschränkt Steuerpflichtigen nicht der deutschen Einkommensteuer unterliegen würden.
§ 4 enthält eine vergleichbare Regelung für die Erbschaft- und Schenkungssteuer, die auf Fälle abzielt, in denen der Schenker/Erblasser vor der Schenkung/dem Erbfall seinen Wohnsitz in das Ausland verlegt hat. Der mittlerweile aufgehobene § 3 AStG a.F. enthielt eine ähnliche Regelung für die seit 1997 nicht mehr erhobene Vermögensteuer.
Das AStG enthält keine Regelungen für das Ausscheiden juristischer Personen aus der unbeschränkten Steuerpflicht durch Verlegung des Sitzes und des Ortes der Geschäftsleitung. Diese Fälle werden in § 12 Körperschaftsteuergesetz geregelt.

## Dritter Teil: Behandlung einer Beteiligung im Sinne des § 17 EStG bei Wohnsitzwechsel in das Ausland
§ 6 AStG
Veräußert eine im Inland ansässige Person ihre (bis einschließlich Veranlagungszeitraum 2006 inländische) Beteiligung an einer GmbH oder ihre Aktien an einer AG, so unterliegt der Gewinn aus dieser Transaktion unter gewissen Voraussetzungen (Beteiligung mindestens 1 % am Grundkapital) der deutschen Einkommensteuer (§ 17 Abs. 1 EStG). Vor Einführung des AStG konnte diese Besteuerung vermieden werden, indem der Anteilseigner vor der Veräußerung der Beteiligung seinen Wohnsitz ins Ausland verlegte und damit aus der unbeschränkten Steuerpflicht ausschied.
§ 6 AStG bestimmt daher, dass der Anteilseigner, der bei Wegzug bis zum Veranlagungszeitraum 2021 mindestens zehn Jahre und bei Wegzug ab dem Veranlagungszeitraum 2022 mindestens sieben Jahre innerhalb der letzten zwölf Jahre unbeschränkt steuerpflichtig gewesen ist, bei einem Wohnsitzwechsel in das Ausland so besteuert wird, als ob er die Anteile an der (bis einschließlich des Veranlagungszeitraums 2006 inländischen) GmbH oder die Aktien zum Marktwert verkauft hätte. Es wird also ein fiktiver Veräußerungsgewinn der Einkommensteuer unterworfen (sogenannte Wegzugsbesteuerung), wobei die Steuer auf Antrag in bis zu fünf gleichen Jahresraten gezahlt werden kann. Neben dem reinen Wegzugstatbestand kennt § 6 AStG noch mehrere Ersatztatbestände.
Zog der Steuerpflichtige bis zum Veranlagungszeitraum 2021 ins EU/EWR-Ausland wurde die anfallende Steuer von Amts wegen bis zum tatsächlichen Verkauf der Anteile oder einem Wegzug außerhalb der EU/EWR zinslos gestundet. An diese Stundung war jedoch eine Meldepflicht gebunden. Hintergrund dieser Regelung war das Urteil vom 11. März 2004 (C-9/02, Hughes de Lasteyrie du Saillant vs. Ministère de l’Économie, des Finances et de l’Industrie) des Europäischen Gerichtshofes. Der EuGH hatte entschieden, dass die französische Wegzugsbesteuerung dem Gebot der Niederlassungsfreiheit des EG-Vertrages widerspricht, wenn die Verlagerung des Wohnsitzes in einen anderen Mitgliedstaat der EU erfolgt. Da die französische Wegzugsbesteuerung der bisherigen deutschen ähnelte, war mit hoher Wahrscheinlichkeit davon auszugehen, dass § 6 AStG bei Wohnsitzwechsel innerhalb der EU nicht mehr anwendbar sei.
Die EU-Kommission hatte deshalb gegen Deutschland ein Verfahren wegen Verletzung des EG-Vertrages eingeleitet. Der deutsche Gesetzgeber hatte aus diesem Grunde § 6 AStG durch das am 7. Dezember 2006 verabschiedete „Gesetz über steuerliche Begleitmaßnahmen zur Einführung der Europäischen Gesellschaft und zur Änderung weiterer steuerrechtlicher Vorschriften (SEStEG)“ geändert und bei Wegzug innerhalb der EU bzw. des EWR eine zinslose Stundung der anfallenden Steuer, bis zur tatsächlichen Veräußerung der Beteiligung oder einer Wohnsitzverlegung in ein Land außerhalb der EU bzw. des EWR eingeführt.
Ab dem Veranlagungszeitraum 2022 besteht die Möglichkeit der zinslosen Stundung nicht mehr. Bei allen Wegzugsfällen, unabhängig davon ob ins EU-, EWR- oder Drittlands-Gebiet besteht nunmehr jedoch die Möglichkeit der zeitlich gestreckten Entrichtung über 7 Jahre mit entsprechender Sicherheitengestellung.

## Vierter Teil: Beteiligung an ausländischen Zwischengesellschaften
§§ 7 bis 14 AStG
Der vierte Teil des AStG ist der in der Praxis wichtigste (und der komplizierteste). Er regelt die sogenannte Hinzurechnungsbesteuerung, d. h., unter welchen Voraussetzungen Einkünfte einer ausländischen Tochtergesellschaft ihren inländischen Gesellschaftern für die Besteuerung hinzugerechnet werden können.
Der EuGH hat in der Cadbury-Schweppes-Entscheidung eine Hinzurechnung für nur dann mit der Niederlassungsfreiheit vereinbar erklärt, wenn auch objektiv ein Missbrauch zur Ausnutzung unterschiedlicher Besteuerungsniveaus vorliegt. Ob der vierte Teil des AStG dem entspricht, ist derzeit umstritten.

### Problematik
Wie bereits einleitend erläutert, kann eine im Inland ansässige (natürliche oder juristische) Person ihre Einkommensteuer bzw. Körperschaftsteuer verringern, indem sie ihr Einkommen und Vermögen auf eine Tochtergesellschaft im Ausland (typischerweise in einem Niedrigsteuerland) verlagert. Durch die rechtliche Eigenständigkeit der ausländischen Gesellschaft ist deren Einkommen und Vermögen von der deutschen Besteuerung abgeschirmt.
So könnte z. B. ein Steuerpflichtiger seine Anleihen und Aktien in eine ausländische Tochtergesellschaft einlegen. Die bei der Gesellschaft anfallenden Zinsen und Dividenden unterlägen grundsätzlich nicht der deutschen Besteuerung, solange keine Ausschüttung dieser Erträge an den Anteilseigner im Inland erfolgt.

### Voraussetzungen der Hinzurechnungsbesteuerung
Die Voraussetzungen der Hinzurechnungsbesteuerung sind die folgenden:
- Bis zum Veranlagungszeitraum 2021: An einer ausländischen Gesellschaft sind unbeschränkt Steuerpflichtige zu mehr als der Hälfte beteiligt (sog. Konzept der Inländerbeherrschung). Ab dem Veranlagungszeitraum 2022: Eine ausländische Gesellschaft wird vom Steuerpflichtigen alleine oder gemeinsam mit diesem nahestehenden Personen beherrscht.[8] Anmerkung: Beim Vorliegen bestimmter „besonders schlechter“ Einkünfte (sogenannte Zwischeneinkünfte mit Kapitalanlagecharakter) genügt bereits eine Beteiligung von einem Prozent und weniger, wenn die ausl. Zwischengesellschaft ausschließlich Bruttoerträge mit Kapitalanlagencharakter erwirtschaftet.
- Die ausländische Gesellschaft erzielt „passive“ Einkünfte.

Was passive Einkünfte (im Gesetzeswortlaut: „Einkünfte, für die die ausländische Gesellschaft Zwischengesellschaft ist“) sind, wird in § 8 AStG anhand eines Negativkatalogs definiert, d. h., es werden aktive („gute“) Einkünfte definiert, alle dort nicht zu subsumierenden Einkünfte sind passive („schlechte“) Einkünfte.
Ausnahmslos aktive Einkünfte sind danach nur Einkünfte aus Land- und Forstwirtschaft, die Herstellung, Bearbeitung, Verarbeitung und Montage von Sachen, die Erzeugung von Energie, die Suche bzw. Gewinnung von Bodenschätzen sowie Dividenden von anderen Gesellschaften (zwecks Vermeidung einer doppelten Besteuerung, ab dem Veranlagungszeitraum 2022 jedoch nur noch sog. Schachteldividenden, bei denen an der dividendenzahlenden Gesellschaft eine Mindestbeteiligung von 10 % besteht).
Bei allen anderen Einkünften ist die Aktivität oder Passivität anhand der komplizierten, tief geschachtelten Regel/Ausnahme-Kriterien des Negativkatalogs zu bestimmen.
Beispiel:
- Der Handel (mit Waren) ist grundsätzlich aktiv (Regelfall)

- es sei denn, der Handel erfolgt mit den unbeschränkt steuerpflichtigen Gesellschaftern der ausländischen Gesellschaft bzw. mit deren nahestehenden Personen (Ausnahme von der Regel: passiv)

- es sei denn, „der Steuerpflichtige weist nach, dass die ausländische Gesellschaft einen für derartige Handelsgeschäfte in kaufmännischer Weise eingerichteten Geschäftsbetrieb […] unterhält und die zur Vorbereitung, dem Abschluss und der Ausführung der Geschäfte gehörenden Tätigkeit ohne Mitwirkung eines [unbeschränkt steuerpflichtigen Gesellschafters] oder einer […] nahe stehenden Person ausübt.“ § 8 Abs. 1 Nr. 4, zweiter Halbsatz AStG (Ausnahme von der Ausnahme: aktiv).

- Die passiven Einkünfte unterliegen einer niedrigen Besteuerung. Eine solche ist nach der derzeitigen Fassung des AStG gegeben, wenn die ausländische Steuer weniger als 25 % beträgt. Der Gesetzgeber hat sich hierbei an dem früheren Steuersatz (Steuerrecht) der deutschen Körperschaftsteuer orientiert, der mittlerweile allerdings auf 15 % abgesenkt wurde.

### Folgen der Hinzurechnungsbesteuerung
Sind die Voraussetzungen der Hinzurechnungsbesteuerung erfüllt, so werden die passiven Einkünfte der ausländischen Gesellschaft abzüglich der darauf entfallenden ausländischen Steuern dem zu versteuernden Einkommen des unbeschränkt steuerpflichtigen Gesellschafters im Verhältnis seiner Beteiligung am Nennkapital der Gesellschaft hinzugerechnet und unterliegen der deutschen Besteuerung.
Der Hinzurechnungsbetrag wird dabei wie eine fiktive Dividende der ausländischen Gesellschaft an den unbeschränkt Steuerpflichtigen behandelt, wobei steuerliche Vergünstigungen, die normalerweise für Dividenden gewährt werden (z. B. das Halbeinkünfteverfahren), nicht gelten.

## Fünfter Teil: Familienstiftungen
§ 15 AStG
Eine im Inland ansässige natürliche Person kann ihre Einkommensteuer verringern, indem sie ihr Vermögen auf eine ausländische Stiftung überträgt. Stiftungen gelten grundsätzlich als selbständige Steuersubjekte, daher sind das Einkommen und das Vermögen einer ausländischen Stiftung von der deutschen Besteuerung abgeschirmt.
Durch § 15 AStG wird diese Abschirmwirkung ausländischer Stiftungen im Falle einer Familienstiftung durchbrochen; eine solche liegt vor, wenn der Stifter und bestimmte Familienmitglieder zu mehr als der Hälfte anfalls- oder bezugsberechtigt sind. Die Einkünfte und das Vermögen einer Familienstiftung werden den bezugs- oder anfallsberechtigten Personen anteilig zugerechnet.